# Pseudocrypthelia pachypoma
Pseudocrypthelia pachypoma är en nässeldjursart som först beskrevs av Sydney John Hickson och J.L. England 1905.  Pseudocrypthelia pachypoma ingår i släktet Pseudocrypthelia och familjen Stylasteridae. Inga underarter finns listade i Catalogue of Life.